# Dalnje Njive
Dalnje Njive je naselje u slovenskoj Općini Črnomelju. Dalnje Njive se nalazi u pokrajini Dolenjskoj i statističkoj regiji Jugoistočnoj Sloveniji. 

## Stanovništvo
Prema popisu stanovništva iz 2002. godine naselje je imalo 26 stanovnika.